# Nicholas Johannsen
Nicholas August Ludwig Jacob Johannsen (* 1844 in Berlin; † 15. November 1928 in Staten Island, New York City) war Geschäftsmann und Verfasser wirtschafts- und geldtheoretischer Schriften. Er gilt als bedeutender Vorläufer des Keynesianismus.

## Leben
Das Wissen über Johannsens Leben ist sehr begrenzt. In Deutschland geboren besuchte er mehrmals die USA und wanderte dorthin aus. Um die Jahrhundertwende war er in New York City im Import-Export-Geschäft angestellt und muss auch weiterhin Deutschland besucht haben. Dafür, dass er später als selbständiger Geschäftsmann arbeitete, wie er selbst behauptete, gibt es bislang keine Nachweise.
Der von John Maynard Keynes in seiner Treatise on Money als Amateur-Ökonom bezeichnete Johannsen suchte zeit seines Lebens Anerkennung, Kritik oder zumindest eine faire Diskussion seiner Thesen, wurde aber von der akademischen Volkswirtschaft weitgehend ignoriert. Erst in der dogmengeschichtlichen Aufarbeitung des Keynesianismus fand er als ein wichtiger Vorläufer Eingang in die akademische Forschung.

## Leistungen
Nach dem amerikanischen Dogmengeschichtler Joseph Dorfman trug Johannsen mit seinen Arbeiten signifikant zur Theorie der Depression bei, nach Christof Rühl gilt er einmütig als einer der bedeutendsten Vorläufer von John Maynard Keynes’ The General Theory of Employment, Interest and Money. Johannsen argumentierte, dass im Gegensatz zum normalen Sparen, das in Form von Investitionen in den produktiven Wirtschaftskreislauf zurückfände, eine beeinträchtigte Form des Sparens zu einem Nachfragerückgang und infolgedessen zu Arbeitslosigkeit und Rezession führen würde. Während normales Sparen die Herstellung neuer Kapitalgüter bewirkt, besteht die beeinträchtige Form des Sparens im Kauf bestehender Kapitalgüter, etwa Grundstücke oder Finanztitel. Hierdurch sinkt die Beschäftigung in den Unternehmen, die neue Kapitalgüter produzieren, was einen multiplikativen Effekt auslöst. Johannsen gilt damit als eigentlicher Erfinder des volkswirtschaftlichen Multiplikators.
Unabhängig von Silvio Gesell schlug Johannsen als Gegenmaßnahme vor, Geld zu besteuern. Während andere Steuern zu einem Nachfragerückgang führen und damit zu einer Rezession tendieren würden, rege diese Steuer den Konsum an. Er gestand Gesell jedoch zu, die Idee für umlaufgesichertes Geld vor ihm publiziert zu haben.

## Schriften
- Cheap Capital, publiziert unter A. Merwin (1878)
- Depressions-Perioden, Broschüre publiziert unter J.J.O. Lahne (1903)
- A Neglected Point in Connection With Crises, Hauptwerk publiziert unter N. Johannsen (1908) neu publiziert 1971 inkl. Vorwort von Josef Dorfman in der Reprints of Economic Classics Series
- How to Relieve the Depression in Journal of Commerce (1908)
- Die Steuer der Zukunft (1913)
- Business Depressions (1925)